# كريستوفر باردن
كريستوفر باردن (بالإنجليزية: Christopher Barden)‏ هو محامي وعالم نفس أمريكي، ولد في 1954.